# Oberonia jenkinsiana
Oberonia jenkinsiana là một loài thực vật có hoa trong họ Lan. Loài này được Griff. ex Lindl. mô tả khoa học đầu tiên năm 1859.